# Schmidtův teleskop

Dráhy optických paprsků uvnitř Schmidtova teleskopu.

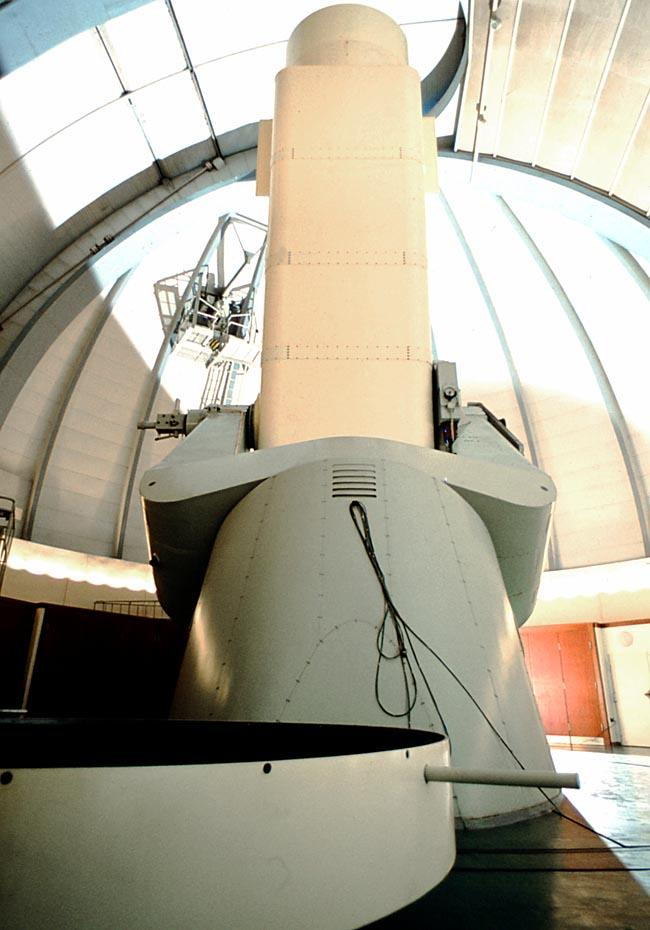
2m Schmidtův teleskop (Alfred-Jensch-Telescope Tautenburg, Durynsko, Německo.

Schmidtův teleskop je astronomický teleskop navržený pro poskytnutí širokého zorného pole s limitovanými aberacemi. Jinými podobnými návrhy jsou Wrightův teleskop a Lurie-Houghtonův teleskop.

## Vynález a návrh
Schmidtův teleskop vynalezl Bernhard Schmidt v roce 1930. Jeho optické komponenty jsou snadno vytvořitelné sférické primární zrcadlo a asférická korekční čočka, známá jako Schmidtova korekční deska (Schmidt corrector plate), nacházející se ve středu zaoblení primárního zrcadla. Film nebo jiný detektor je umístěn uvnitř teleskopu, v prvotním ohnisku.

## Aplikace
Schmidtův teleskop je obvykle používán jako nástroj pro průzkum, pro výzkumné programy, v nichž musí být pokryta velká část oblohy. V tom jsou zahrnuty astronomické průzkumy, hledání komet, asteroidů a nov.
Dodatečně jsou Schmidtovy teleskopy a odvozené návrhy často používané na trasování umělých družic Země.